# Martin Ryle
Martin Ryle (Brighton, 27. rujna 1918. – Cambridge, 14. listopada 1984.), britanski astronom i fizičar. Diplomirao fiziku na Sveučilištu u Oxfordu (1939.). Radio je na razvoju radara tijekom Drugog svjetskog rata, a nakon toga u Cambridgeu, u Cavendishevu laboratoriju na istraživanju svemirskih radioizvora. Bio je direktor Mullardova radioastronomskog opservatorija (od 1957.), profesor radioastronomije u Cambridgeu od 1959. Znatno je povećao moć razlučivanja radioteleskopa i omogućio točno određivanje položaja slabih radioizvora. Od sredine 1960-ih upotrebljavao je sustav od 2 teleskopa na tračnicama dugima 1,6 kilometara, kojim je postizao točnost usporedivu s rezultatima jednoga teleskopa promjera 1,6 kilometara. Taj je sustav teleskopa poslužio za pronalaženje prvoga pulsara. Dobio je Nobelovu nagradu za fiziku 1974.  (s A. Hewishom) za aperturnu sintezu (dugobazična interferometrija), tehniku za identifikaciju nebeskih tijela na temelju radiosignala. Član Kraljevskog društva (eng. Royal Society) od 1952.